# Bechsteins fladdermus
Bechsteins fladdermus (Myotis bechsteinii, Kuhl 1817) är en fladdermusart i familjen Vespertilionidae (läderlappar). Catalogue of Life listar inga underarter.

## Beskrivning
En medelstor fladdermus med en underarmslängd på 3,9 till 4,7 cm, vingbredd på 25 till 30 cm, kroppslängd på 4,5 till 5,5 cm och vikt mellan 7 och 12 g. Individer med partiell albinism förekommer, de har då vita vingspetsar.  Den förhållandevis långa pälsen är ljust rödbrun till brun på ovansidan och vitaktig på undersidan. Nosen är skär. Vingarna är korta, breda och ljusbruna till grå;  Ungdjuren är ljusgrå. Arten har två ekolokalisationsläten, båda frekvensmodulerade: Ett med korta signaler på 38 till 80 kHz, och ett med längre signaler på 32 till 60 kHz. Arten kan också ge ifrån sig hörbara, kvittrande eller surrande läten när den blir hotad.

## Ekologi
Arten påträffas i gammal skog, i Europa främst bok- och ekskog, i sydvästra Asien främst lövskog men även blandskog. Den kan också tillfälligtvis påträffas i människopåverkade habitat som ängar, fruktträdgårdar och villaträdgårdar.
På dagen sover Bechsteins fladdermus främst i ihåliga träd, men kan också välja byggnader och fågelholkar. I Sverige har det dock inte konstaterats att arten utnyttjar byggnader som sovplats (men väl fågelholkar). Arten går i vinterdvala i utrymmen som gruvor, grottor och klippspringor.

### Föda
Bechsteins fladdermus börjar jaga efter skymningen. Jakten sker nästan uteslutande i skog, där den kan hämta föda både på marken, trädstammarna och lövverken. Födan består till mycket stor del (85 %) av marklevande leddjur, som tvestjärtar, fjärilslarver, dubbelfotingar, spindlar och lockespindlar som den fångar på marken. Arten kan även ta flygande insekter som myggor, nattfjärilar och skalbaggar. Den är en stationär art; födosöksområdet är troligen inte större än 10 ha.
Lätet som används för ekolokaliseringen har en varierande frekvens mellan 40 och 80 kHz.

### Fortplantning
Parningstiden varar från höst till vår; arten kan para sig under pauser i vinterdvalan. Honan föder en unge sent i juni till början av juli, som börjar flyga under första halvan av augusti. Dräktiga honor och honor med ungar bildar särskilda yngelkolonier om 10 till 40 individer, där hanar inte förekommer. Hanarna lever under samma tid ensamma.

## Utbredning
Bechsteins fladdermus finns sällsynt från Portugal till Karpaterna med enstaka observationer i södra England och på Bornholm samt i västra Asien (Turkiet, Azerbajdzjan och Iran), men minskar i antal. Har i Sverige observerats endast i Skåne och Östergötland. I resten av Norden finns den bara på Bornholm.

## Bevarandestatus
Bechsteins fladdermus är i Sverige upptagen på Röda listan som starkt hotad ("EN"). Den är upptagen i EU:s habitatdirektiv (bilaga 2 och 4). Globalt är den klassificerad som nära hotad ("NT"). Främsta orsakerna är störningar på sov- och övervintringsplatserna samt bristen på lämpliga hålträd. Internationellt anges även det moderna lantbruket med sin användning av biocider som ett hot.